# Daily Planet
El Daily Planet es un periódico de gran formato ficticio que aparece en los cómics estadounidenses publicados por DC Comics, comúnmente en asociación con Superman. El periódico se mencionó por primera vez en Action Comics # 23 (abril de 1940). La característica distintiva del edificio Daily Planet es el enorme globo que se encuentra en la parte superior del edificio.
El periódico tiene su sede en la ciudad ficticia de Metropolis y emplea a Clark Kent, Lois Lane y Jimmy Olsen, con Perry White como editor en jefe. Las características originales del edificio parecen estar basadas en el Old Toronto Star Building, donde el cocreador de Superman Joe Shuster era un vendedor de periódicos cuando el Toronto Star todavía se llamaba Daily Star. Shuster ha afirmado que Metropolis se inspiró visualmente en Toronto. Sin embargo, a lo largo de los años, Metropolis se ha convertido en un análogo a la Ciudad de Nueva York.
El edificio del Daily Planet se encuentra en el centro de Metrópolis, en la esquina de Fifth Street y Concord Lane. Empezó a publicarse el 2 de noviembre de 1775 y George Washington publicó un editorial para su primera edición diaria. El elemento más llamativo y distintivo del edificio del Daily Planet es el enorme globo que se encuentra en la parte alta del mismo.
En la continuidad de los cómics (y sólo en esta), el periódico pertenece a la empresa "Wayne Entertainment", una filial subsidiaria de la Corporación Wayne, el conglomerado empresarial más grande y poderoso del Universo DC.

## Historia ficticia

### Edad de Oro y Plata
Cuando Superman apareció por primera vez en los cómics (específicamente en Action Comics # 1 de 1938), su alter ego Clark Kent trabajaba para un periódico llamado Daily Star, bajo la dirección del editor George Taylor. El cocreador de Superman, Joe Shuster, nombró al Daily Star en honor al periódico Toronto Daily Star en Toronto, Ontario, que había sido el periódico que recibieron los padres de Shuster y para el que Shuster había trabajado como vendedor de periódicos. No fue hasta años posteriores que el periódico ficticio se convirtió en el Daily Planet (El periódico del mundo real se llamaba Evening Star antes de 1899; el Toronto Daily Star ahora se conoce como el Toronto Star).
Al elegir un nombre para el periódico ficticio, se consideró combinar los nombres de The Globe and Mail (otro periódico de Toronto) y el Daily Star para convertirse en The Daily Globe. Pero cuando apareció la tira cómica, el nombre del periódico se convirtió permanentemente en Daily Planet para evitar un conflicto de nombres con los periódicos reales. En Superman (volumen 1) # 5 (verano de 1940), se muestra que el editor del Daily Planet es Burt Mason, un hombre que está decidido a publicar la verdad incluso cuando el político corrupto Alex Evell lo amenaza. En Superman # 6 (septiembre-octubre de 1940), Mason regala equipo de impresión a The Gateston Gazette después de que su editor, Jim Tirrell, muere y su equipo es destruido por mafiosos que Tirrell insistió en informar.
Cuando DC hizo uso de sus medios multiverso de seguimiento de la continuidad entre principios de la década de 1960 y mediados de la de 1980, se declaró que el Daily Star era el nombre del periódico en las versiones de la Edad de Oro o "Tierra Dos" de Clark Kent, Lois Lane y Jimmy. Olsen, mientras que el Daily Planet se utilizó en las versiones de la Edad de Plata o "Tierra-Uno". El Clark Kent de Tierra-Dos finalmente se convirtió en el editor en jefe del Daily Star, algo que su homólogo de Tierra-Uno no logró.
En los universos de la Edad de Plata y Bronce, el primer contacto de Clark con el Daily Planet se produjo cuando el reportero (y futuro editor) Perry White vino a Smallville para escribir una historia sobre Superboy, y terminó recibiendo una entrevista en la que el Chico de Acero reveló por primera vez en sus orígenes de extraterrestre. La historia resultó en que Perry ganara un Premio Pulitzer. Durante los años de Clark Kent en la universidad, Perry White fue ascendido a editor en jefe tras la jubilación del anterior editor del Daily Planet, la versión Tierra-Uno de George Taylor.
Después de graduarse de la Universidad de Metropolis con una licenciatura en periodismo, Clark Kent se fue a trabajar en Planet y rápidamente conoció a Lois Lane (que ya había estado trabajando allí durante algún tiempo). Después de que Clark fue contratado, Jimmy Olsen se unió al personal del periódico.
En 1971, el Daily Planet fue comprado por Morgan Edge, presidente de Galaxy Broadcasting System. Edge procedió a integrar los estudios de la estación de televisión de Metropolis WGBS-TV en el edificio del Daily Planet y nombró a Clark Kent como presentador de las noticias de la noche de WGBS. Finalmente, la excompañera de escuela de Clark de Smallville, Lana Lang, se unió a Clark como copresentadora.
Después de la miniserie de 1985-1986 Crisis on Infinite Earths, muchos de estos elementos, incluida la compra de Morgan Edge por el Daily Planet, se cambiaron o eliminaron retroactivamente del canon de Superman.

### Post-Crisis
En el canon de los cómics posteriores a la crisis, años antes de que Clark o Lois comenzaran a trabajar para el periódico, Lex Luthor era dueño del Daily Planet. Cuando Luthor, al decidir vender el papel, comenzó a aceptar ofertas por Planet, Perry White convenció a un conglomerado internacional, TransNational Enterprises, de comprar el papel. Accedieron a esta empresa con una sola estipulación: que Perry White se convertiría en editor en jefe. White se había desempeñado como editor en jefe de Planet desde entonces, salvo las pocas veces que estuvo ausente. Durante esos tiempos, personas como Sam Foswell y Clark Kent se han ocupado del periódico. Franklin Stern, un viejo amigo de White, se convirtió en el editor del Daily Planet.
El Planet vio su parte de tiempos difíciles durante el mandato de White. Por ejemplo, tuvo muchas huelgas violentas de trabajadores. El edificio en sí, junto con la mayor parte de la ciudad, fue destruido durante la historia de la "Caída de Metrópolis"; solo mucho más tarde fue restaurado por los esfuerzos de varios superhéroes. El edificio Planet sufrió graves daños después del alboroto del villano Doomsday. Posteriormente, Franklin Stern decidió poner a la venta el periódico. Lex Luthor, al no gustarle las fuertes críticas a sí mismo y a su compañía por las que Planet se hizo famoso, compró el Daily Planet y posteriormente cerró el periódico. Luthor despidió a todos los empleados del periódico excepto a cuatro personas: Simone D'Neige, Dirk Armstrong, Jimmy Olsen y Lois Lane. Como insulto final, Luthor se encargó de que el Planet fuera arrojado sin ceremonias al vertedero de Metrópolis. En lugar de Planet, surgió "LexCom", un sitio web de Internet orientado a las noticias que se adaptaba principalmente a las opiniones de Luthor sobre el "periodismo de calidad".
Después de que Lois Lane hiciera un trato con Luthor donde, a cambio de que él le devolviera el Planet a Perry, ella mataría una historia de su elección sin hacer preguntas, Luthor vendió el Daily Planet a Perry White por la suma simbólica de un dólar. El periódico fue restablecido rápidamente, volviendo a contratar a todo su antiguo personal. Algún tiempo después, la propiedad del Planet cayó en manos de Bruce Wayne, donde ha permanecido desde entonces. En la historia de Batman: Hush, se nombra una subsidiaria de Entretenimientos Wayne.
Durante la historia del "Y2K" (en la que la ciudad de Metrópolis se infundió con tecnología futurista gracias a un descendiente del villano Brainiac), el edificio del Daily Planet se "actualizó" junto con el resto de Metrópolis, y un globo holográfico reemplazó al físico. Eventualmente, debido a las inestabilidades temporales causadas por el virus B13, Metropolis y el edificio Daily Planet, globo y todo, fueron restaurados a sus estados anteriores.
En los cómics actuales y los derivados de los medios de comunicación, el Daily Planet se presenta como una operación de noticias completamente moderna, que incluye la operación de un sitio web de Internet como la mayoría de los grandes periódicos. Los reporteros de The Planet también tienen acceso al mejor equipo moderno para ayudarles en su trabajo, aunque a menudo se ha demostrado que Perry White sigue favoreciendo su máquina de escribir manual. En 2008, se dijo que Clark (al menos en esta era / continuidad) usa una máquina de escribir en su escritorio debido a que sus poderes causan interferencias menores en las computadoras de escritorio normales.
Durante esta era, los principales competidores de Planet en Metrópolis incluyen el periódico sensacionalista Daily Star, WGBS-TV (que también empleó a Jimmy Olsen y Cat Grant durante un tiempo) y las diversas operaciones de medios de Lex Luthor. Una publicación contemporánea es Newstime Magazine, donde Clark Kent trabajó como editor durante un tiempo. El editor de Newstime es Colin Thornton, que es en secreto el demonio Satanus, un enemigo de Superman.

### Superman: Birthright
En la serie limitada de Superman: Birthright, el editor del Daily Planet era Quentin Galloway, un morboso autoritario y abrasivo que intimidaba a Jimmy Olsen, y más tarde a Clark Kent, antes de que Lois Lane lo regañara, a quien Galloway no pudo despedir debido a su estatus de estrella.

### Post-Infinite Crisis
Durante la historia Crisis infinita, se alteraron partes de la historia de Post-Crisis. Estos cambios se explicaron gradualmente durante los siguientes años. La miniserie de 2009 Superman: Secret Origin aclaró la historia anterior del Planet en la nueva continuidad. La historia estableció que mientras Lex Luthor, en la historia revisada, posee todos los medios en Metrópolis y los usa para imponer su imagen pública como un benefactor rico, el Planet siempre se mantuvo libre, negándole la propiedad e incluso condenando sus acciones en editoriales firmadas por el mismo Perry White. Como resultado, cuando Clark Kent ingresa por primera vez al Planet, el periódico estaba casi en quiebra, ruinoso y no podía permitirse nuevos reporteros. Esto cambió después de que Superman comenzara su carrera. Gracias a que Superman concedió entrevistas y fotografías exclusivas a Lois Lane y Jimmy Olsen cuando debuta, la circulación del periódico aumentó un 700%.
El general Sam Lane (el padre de Lois) intentó capturar a Superman, viéndolo como una amenaza alienígena. Cuando no lo hizo, cerró por la fuerza el Planeta como parte de un intento de obligar a Perry White y Lois a entregar cualquier información que tuvieran sobre Superman que no hayan revelado al público. Finalmente, Superman volvió al público a su favor y Sam Lane fue visto con mala luz después de que su soldado John Corben AKA Metallo pusiera en peligro despiadadamente a los civiles. Estos eventos hacen que la gente de Metropolis ya no vea a Lex Luthor como un salvador y Daily Planet se convierta en el periódico más vendido de la ciudad, así como en un actor importante en los medios.
En Crisis final # 2, el villano Clayface desencadena una explosión en el edificio del Daily Planet, dañando enormemente las oficinas, dejando muchos heridos y al menos una persona muerta. Lois Lane está hospitalizada. A pesar del caos de Crisis final y más de la mitad de la humanidad esclavizada por el mal, el periódico continúa difundiendo noticias e informando al público a través de una imprenta en la Fortaleza de la Soledad de Superman. En Crisis final # 7, se muestra funcionando una vez más.

### The New 52
Con el reinicio de la línea de cómics de DC en 2011, el Daily Planet se mostró en los cómics de Superman como comprado por Morgan Edge y se fusionó con el Galaxy Broadcasting System, similar a la continuidad de la Edad de Plata / Bronce. En Action Comics, se revela que en la nueva historia / universo, Clark Kent comienza su carrera periodística en Metrópolis aproximadamente seis años antes de que Galaxy Broadcasting se fusione con el "Daily Planet". Además de ser escritor de The Daily Star, en parte porque el editor George Taylor era amigo de sus padres adoptivos, Clark es un bloguero activo que habla contra la corrupción política e informa sobre los problemas de los ciudadanos comunes que no suelen ser los foco de los medios de comunicación. Mientras trabajaba en el Star, Clark conoce al fotógrafo de Planet, Jimmy Olsen y los dos se hacen amigos a pesar de trabajar en publicaciones rivales. Clark también es un gran admirador del trabajo de Lois Lane en el Daily Planet, y finalmente la conoció a través de Jimmy. Meses después de que Superman hace su debut público, Clark deja The Daily Star en buenos términos y acepta un puesto en The Daily Planet.
Después de la fusión con Galaxy Broadcasting, Lois fue ascendida para dirigir la división de TV, y Clark actuó como reportero en escena para la división de TV. Más tarde, a Clark se le asigna el "ritmo de Superman". Pero después de la creciente tensión entre él y Lois, así como con el director de Galaxy Broadcasting, Morgan Edge, Clark concluye que el Daily Planet ahora está más preocupado por las calificaciones y las visitas a las páginas de Internet que por el periodismo real. Renuncia y se va para comenzar un sitio de noticias de Internet independiente con su colega periodista Cat Grant. Aunque Lois y Jimmy consideran que esta es una decisión mala y arriesgada, continúan actuando como amigos y confidentes de Clark, ofreciendo ayuda cuando pueden.
Al final de New 52, tras la muerte de New 52 Superman, Lex Luthor compra el Daily Planet.

### Siglos 30 y 31
En prácticamente todas las encarnaciones de la era habitada por la Legión de Super-Héroes, el Daily Planet se presenta como un elemento fijo en Metrópolis y una de las principales fuentes de medios de la Tierra. Con frecuencia, se representa a la esposa de Flash, Iris West Allen (nativa de la época) como miembro de su personal o junta editorial.

## Empleados ficticios
El personal de Daily Planet en varios momentos incluyó:
- Clark Kent - Reportero
- Lois Lane - Reportero
- Jimmy Olsen - Fotógrafo y reportero Cub
- Perry White - Editor en jefe
- Lana Lang - Columnista de negocios y editora
- Cat Grant - Columnista y editora de chismes
- Ron Troupe - Columnista político y editor
- Steve Lombard - Columnista y editor de deportes

## En otros medios
El Daily Planet ha aparecido en todas las adaptaciones de Superman a otros medios.
- De 1976 a 1981, el Daily Planet fue una página promocional que apareció en las publicaciones regulares de DC (similar a los Bullpen Bulletins de Marvel Comics), con vistas previas de las próximas publicaciones en el formato de una página del periódico titular. Las características notables de la página fueron "The Answer Man", donde el escritor / editor de DC Bob Rozakis respondía las preguntas enviadas por los lectores, y una tira cómica del dibujante Fred Hembeck burlándose de los personajes de DC.[18]
- En noviembre de 1988, DC publicó una "Edición especial de invasión" de 16 páginas de The Daily Planet como un vínculo con evento cruzado, ¡Invasión!,[19] aparentemente la misma edición del documento que se muestra en la página final de Invasion! # 1.[20]

### Televisión

#### Acción en vivo
- Durante la mayor parte de la serie de televisión Aventuras de Superman de la década de 1950, el exterior del Daily Planet era el Ayuntamiento de Los Ángeles. En la primera temporada, el edificio E. Clem Wilson se usó para tomas exteriores del edificio Planet.
- Lois y Clark: Las nuevas aventuras de Superman introdujeron la idea de un globo más pequeño sobre la entrada del edificio (la azotea nunca se mostró). Al final de la primera temporada, el periódico fue comprado y cerrado por Luthor (como sucedería más tarde en los cómics). Su relanzamiento fue financiado por el empresario de Metropolis Franklin Stern.
- En la serie de televisión de acción en vivo Smallville de la década de 2000, el edificio del Daily Planet está ubicado frente al edificio de LuthorCorp. Uno de los personajes principales de Smallville, Chloe Sullivan, trabajó en el sótano del Planet (temporadas 5-7). Su prima Lois Lane continúa trabajando allí, al igual que el interés amoroso intermitente de Chloe (y eventual esposo) Jimmy Olsen hasta su muerte al final de la temporada 8. Clark Kent comenzó a trabajar en el Daily Planet como un copiloto en la octava temporada del programa, pero finalmente se abrió camino hasta convertirse en reportero en la novena temporada. En el episodio 10 de la sexta temporada, se muestra un letrero de la calle cuando Chloe (Allison Mack) sale del Daily Planet de Linda Lake (Tori Spelling) y muestra que el Planet está ubicado en 355 Burrard St. (que es la dirección real del Edificio Marino donde se rodó el rodaje de la serie en Vancouver). Smallville también presenta el Daily Star como un periódico separado, que se vio por primera vez en "Icarus".
- En el estreno de la serie de Superman & Lois, ambientada en Arrowverso, el Daily Planet es comprado por Morgan Edge, lo que resulta en despidos que también afectan a Clark Kent. Cuando la exposición de Lois Lane sobre Edge se convierte en una pieza hinchada, renuncia en protesta. Los episodios posteriores muestran a Clark y Lois trabajando en el Daily Planet a través de flashbacks.

#### Animación
- El Daily Planet aparece en Superman: la serie animada, episodio "World's Finest Part 2". Se dice que esta versión tiene oficinas en Gotham City, así como cuando Lois Lane dice que se está transfiriendo "a la oficina de Gotham City del Planet".
- Un periódico de Metropolis High School basado en el Daily Planet llamado Daily Planetoid aparece en DC Super Hero Girls (2019). Una adolescente Lois Lane es su editora en jefe y espera conseguir una pasantía en el Daily Planet.
- El Daily Planet aparece en Mis aventuras con Superman, episodio de dos partes, "Adventures of a Normal Man". Clark Kent y Jimmy Olsen comienzan su primer día como pasantes en el Daily Planet.

### Películas

#### Acción en vivo
- En Superman: The Movie de 1978 y sus secuelas, el exterior del Daily Planet era el edificio del  Daily News Building. El globo, que solía estar en la parte superior del edificio, aparentemente fue reemplazado por uno en el vestíbulo para dejar espacio para un helipuerto en el techo. De hecho, el edificio de The Daily News en Nueva York ha presentado un globo terráqueo en su vestíbulo durante casi toda su historia. El Daily News de la vida real tenía su sede en The News Building hasta mediados de la década de 1990.
- La película Superman Returns de 2006 ha rediseñado el Daily Planet como una imagen completamente generada por computadora de un edificio ficticio insertado en el horizonte del Empire State Building.
- El Daily Planet aparece en DC Extended Universe, el exterior del Daily Planet se filmó en el Chicago Board of Trade Building. El interior fue filmado en la Torre Willis.[21]
  - En la película de 2013 El hombre de acero, la sede del periódico se encuentra en el Chicago Board of Trade Building y se derrumbó durante el ataque a la ciudad por parte de las fuerzas kryptonianas del General Zod.
  - El Planet aparece de nuevo en Batman v Superman: Dawn of Justice (2016), que fue reconstruido tras la invasión con un nuevo edificio ubicado junto al Parque de los Héroes. Se publican todos los eventos de la invasión y en contra de Superman, también sobre Batman en Gotham City. Al final se habla de la trágica muerte de Superman y Clark Kent, junto con la verdad sobre Lex Luthor frente a sus crímenes expuestos por Lois Lane.
  - El Planet aparece de nuevo en Liga de la Justicia (2017), donde Martha Kent y Lois Lane hablan sobre hablar sobre tener problemas financieros con el banco, antes de ser interrumpidos por un empleado del Daily Planet que reemplazó a Lane como reportera, le preguntó sobre la fuente, que Lois miente diciendo que es ella. Los dos hablarían sobre Clark, lo que Martha mencionó que Clark le dijo una vez que Lois siempre tenía hambre de encontrar una noticia. Después de la resurrección de Superman y la derrota de Steppenwolf, Lois regresa al Planet donde escribe sobre la esperanza y los héroes.
  - Un periódico del Daily Planet con el nombre de "Superman ha vuelto" aparece en Shazam! (2019), donde Freddy Freeman muestra toda su información a Billy Batson.
- El globo terráqueo del Daily Planet se destruye en la película animada/de acción en vivo Space Jam: A New Legacy (2021), durante una secuencia que involucra un tren subterráneo secuestrado. Entonces provoca el caos.

#### Animación
- El Daily Planet aparece en Superman: Doomsday.
- El Daily Planet aparece en Superman: Unbound.
- En Justice League: War, el edificio del Daily Planet se ve en el fondo de una pelea entre Superman, Batman y Green Lantern.
- Una versión del universo paralelo del Daily Planet renombrado PLANETNWZ.COM aparece en la película animada de 2015 Liga de la Justicia: Dioses y monstruos. PLANETNWZ.COM es un blog y un duro crítico del método violento y destructivo de la Liga de la Justicia.
- El Daily Planet aparece en DC Liga de Supermascotas.

### Videojuegos
- El Daily Planet aparece en Superman: Shadow of Apokolips.
- El Daily Planet aparece como un escenario en Mortal Kombat vs. DC Universe.
- El Daily Planet aparece en DC Universe Online. Está ubicado en el centro de Metropolis y ha sido embotellado por Brainiac.
- El edificio del Daily Planet se puede ver a lo lejos en Batman: Arkham Knight. Además, se pueden encontrar periódicos fuera de una caja de almacenamiento que dicen que extraños meteoritos han golpeado Smallville insinuando el descubrimiento de Kryptonita.
- El Daily Planet aparece en Lego Dimensions, donde es transportado al mundo Back to the Future por Lord Vortech.